# Шук, Кайли
Кайли Аннетт Шук (англ. Kylee Annette Shook; родилась 18 марта 1998 года в Форт-Карсоне, штат Колорадо, США) — американская профессиональная баскетболистка, выступающая за клуб «Динамо» из Новосибирска. Была выбрана на драфте ВНБА 2020 года женской национальной баскетбольной ассоциации (ВНБА) «Нью-Йорк Либерти» во втором раунде под общим тринадцатым номером. Играет на позиции тяжёлого форварда.

## Ранние годы
Кайли родилась 18 марта 1998 года на военной базе Форт-Карсон, штат Колорадо, в семье Джеральда и Кристин Шук, у неё есть брат, Макс, училась в соседнем городе Колорадо-Спрингс в средней школе Меса-Ридж, в которой выступала за местную баскетбольную команду.